# Wendisch Priborn
Wendisch Priborn è una località del comune di Ganzlin del Meclemburgo-Pomerania Anteriore, in Germania.
Appartiene al circondario (Kreis) di Ludwigslust-Parchim (targa PCH) ed è parte della comunità amministrativa (Amt) di Plau am See.
Fino al 25 maggio 2014 è stato comune autonomo.